# Adam Prażmowski (Astronom)

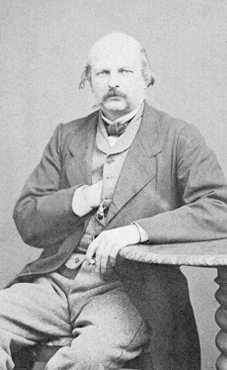
Adam Prażmowski

Adam Józef Ignacy Prażmowski (* 15. März 1821 in Warschau; † 5. Februar 1885 in Paris) war der erste polnische Astrophysiker und bedeutendste polnische Astronom des 19. Jahrhunderts. Nach seiner Emigration stellte er in Paris optische Präzisionsinstrumente her.

## Leben

### Warschau
Adam Prażmowski entstammt einer polnischen Magnatenfamilie. Er wurde in Warschau als Sohn des Appellationsrichters  Józef Prażmowski und dessen Frau Teresa Gaszyńska geboren. Sein Onkel Adam Michał Prażmowski war Bischof von Płock. Prażmowski wurde im väterlichen Haus unterrichtet und besuchte ab 1837, nach dem Ablegen der Abschlussprüfungen der damaligen gymnasialen Achtklassenschule, die zweijährigen sogenannten Zusatzkurse unter der Leitung von ehemaligen Gelehrten der nach dem Novemberaufstand 1831 geschlossenen Königlichen Warschauer Universität. Ab 1839 arbeitete Prażmowski als zweiter Assistent am Warschauer astronomischen Observatorium, dessen Direktor Franciszek Armiński war. Zunächst oblag ihm die Wetterbeobachtung. In dieser Zeit schrieb Prażmowski zahlreiche Artikel für die Monatszeitschrift Biblioteka Warszawska. Wegen der schlechten finanziellen Ausstattung des Observatoriums begann er, in seiner Privatwohnung eine Werkstatt zur Reparatur und Fertigung wissenschaftlicher Instrumente zu betreiben. Bereits in dieser Zeit berechnete er Linsensysteme und fertigte Barometer, Thermometer und Aräometer. Nach dem Vorbild Léon Foucaults installierte er im Observatorium ein Pendel zum Nachweis der Erdrotation.
Von 1846 bis 1849 beteiligte er sich an der geodätischen Vermessung Polens unter der Leitung des russischen Geodäten Carl Tenner (1783–1859). Prażmowski bestimmte die Knoten des trigonometrischen Netzes und gehörte der Kommission an, die die Verknüpfung mit den Netzen der Nachbarstaaten Preußen und Österreich vornahm. Nach dem Tod Armińskis wurde er 1849 zum ersten Assistenten am Warschauer Observatorium ernannt. 1851 wurde die Fachwelt erstmals aufmerksam auf den jungen Astronomen. Die Berechnung der totalen Sonnenfinsternis von 1851 war von Johann Heinrich von Mädler, dem Direktor des Observatoriums in Dorpat (heute Tartu), vorgenommen worden. Da Prażmowski den Berliner Ephemeriden misstraute, die von Mädler benutzt hatte, bestimmte er selbst die Zentrallinie der Sonnenfinsternis mit Hilfe der englischen Ephemeriden und fand eine Abweichung von mehreren Kilometern, was später vom Direktor des Greenwich-Observatoriums George Biddell Airy bestätigt wurde. Prażmowski leitete schließlich die Expedition nach Wysokie Mazowieckie, der zentralen Beobachtungsstation der Sonnenfinsternis vom 28. Juli 1851. Im darauf folgenden Jahr wurde er ans Pulkowo-Observatorium von St. Petersburg eingeladen, dessen Direktor Friedrich Georg Wilhelm Struve ihn mit der Leitung der Vermessung des südlichsten Abschnitts des Struve-Bogens in Bessarabien beauftragte. Auf einer Reise nach Paris wurde Prażmowski 1856 von Urbain Le Verrier, dem Direktor der dortigen Sternwarte, eine leitende Position angeboten, die er jedoch ablehnte, weil er Polen zu diesem Zeitpunkt nicht verlassen wollte.
Am 18. Juli 1860 beobachtete Prażmowski in Briviesca in der Provinz Burgos in Spanien eine weitere totale Sonnenfinsternis. Er entdeckte dabei die radiale Polarisation des Lichts der Korona, womit bewiesen war, dass die Korona im Unterschied zu den Protuberanzen das Licht nur reflektiert. Damit konnte auch die Frage, ob die bei totalen Sonnenfinsternissen beobachtete Korona der Sonne oder dem Mond zuzuordnen sei, zugunsten der Sonne entschieden werden. Bereits 1858 hatte er bei der Beobachtung des Kometen Donati festgestellt, dass auch das Licht eines Kometenschweifs polarisiert ist.
Ab dem 1. November 1860 lehrte Prażmowski Physik an der Akademia Medyko-Chirurgiczna (Medizinisch-chirurgische Akademie), der ersten Warschauer Hochschule nach der Schließung der Universität im Jahre 1831. Zwei Jahre später wurde er Adjunkt an der Fakultät für Physik und Geodäsie der Szkoła Główna.

### Paris

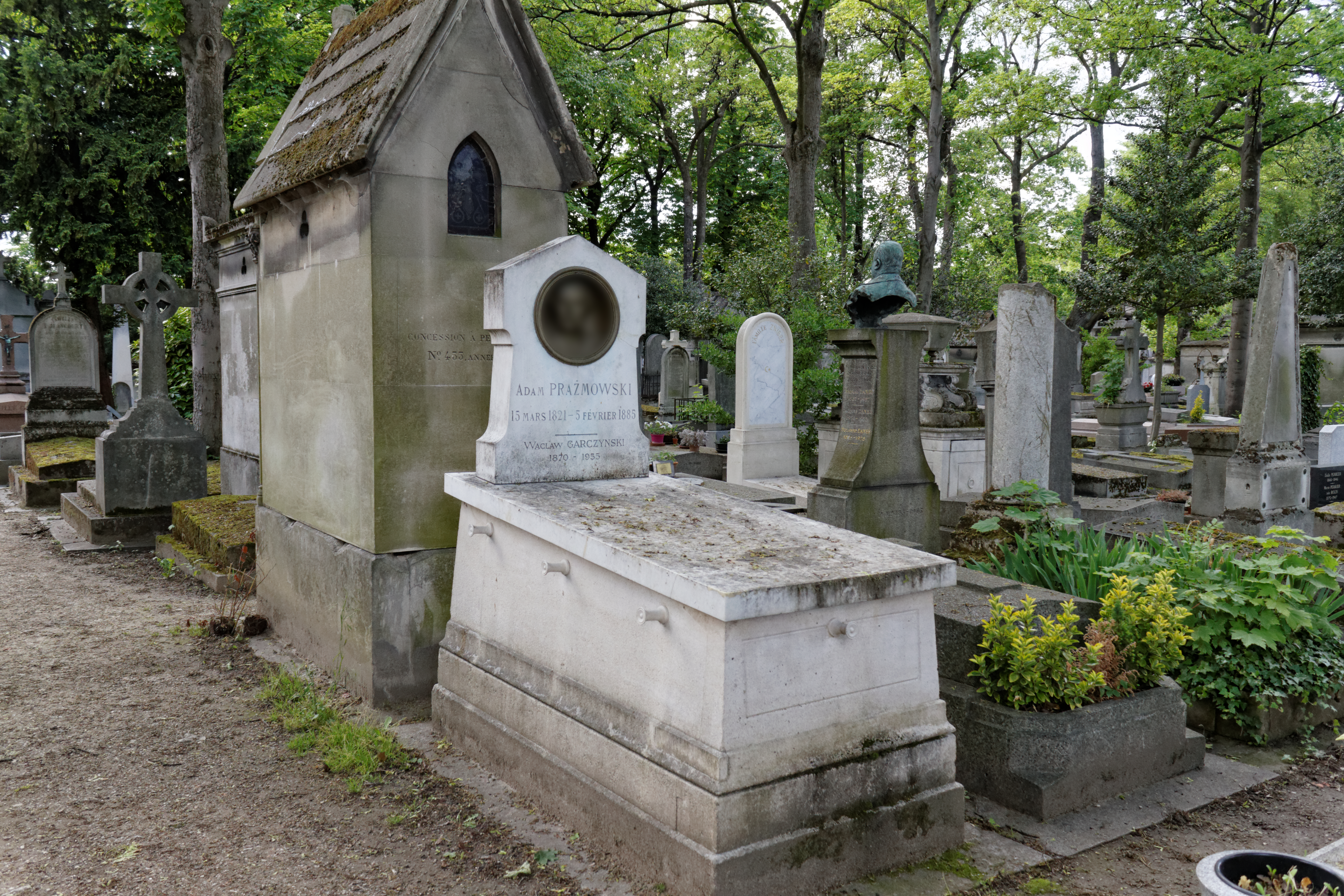
Grab Adam Prażmowskis auf dem Friedhof Père-Lachaise in Paris

Im Sommer 1863 begann er einen Studienaufenthalt in Paris. Sein Gesuch auf Verlängerung des Aufenthalts wurde abgelehnt und Prażmowski zum 1. April 1864 entlassen. Obwohl der Rektor der Szkoła Główna, Józef Mianowski, noch einmal zu seinen Gunsten intervenierte, weil er einen so fähigen Mitarbeiter nicht verlieren wollte, blieb Prażmowski in Paris. Er hatte 1864 eine Tätigkeit als Gehilfe in der optischen Werkstatt von Edmund Hartnack aufgenommen, der ihn 1865 zum mechanischen Direktor des Unternehmens ernannte. Als Hartnack 1870 aufgrund des Deutsch-Französischen Kriegs Paris verlassen musste, führte Prażmowski die Geschäfte weiter. 1878 verkaufte Hartnack ihm die Pariser Werkstatt. Am 25. Januar 1879 erhielt Prażmowski die französische Staatsbürgerschaft.
Prażmowski, der bereits am astronomischen Observatorium in Warschau Erfahrungen mit der Reparatur und dem Bau optischer Instrumente gesammelt hatte, entwickelte sich in Paris zu einem führenden Optiker. Er verbesserte viele Instrumente wie das nicolsche Prisma (vgl. Hartnack-Prażmowski-Prisma), das Saccharimeter und den Coelostat sowie Wasserimmersionsobjektive für Mikroskope. Hartnack und Prażmowski erhielten Medaillen auf den Weltausstellungen in Paris 1867 und 1878 sowie in Wien 1873. Nach dem Tod Prażmowskis übernahmen seine Meister Bézu und Hausser 1885 die Werkstatt und verkauften diese 1896 an Jean Alfred Nachet (1831–1908).
Prażmowski war 1870 Gründungsmitglied der Gesellschaft der Exakten Wissenschaften in Paris  (Towarzystwo Nauk Ścisłych w Paryżu), einer Vereinigung polnischer Wissenschaftler im Pariser Exil. Von 1880 bis 1882 war er ihr Präsident. Von 1874 bis 1882 redigierte er die Zeitschrift der Gesellschaft, die Pamiętniki Towarzystwa Nauk Ścisłych w Paryżu.

## Schriften
- Rapport fait à le Directeur de l’Observatoire central sur les travaux de l’expedition de Bessarabie, entreprise en 1852. In: Bull. de l'Academie 1853
- Observation de l'éclipse total de soleil du 18 juillet 1860. In: Comptes Rendus Acad. Sci. Fr. 51, 1860, S. 195–197
- Remarques relatives à une communication récente du P. Secchi, sur le spectre de la comète de Brorsen. In: Comptes Rendus Acad. Sci. Fr. 66, 1868, S. 1109–1111
- Modification du saccharimètre optique. In: Comptes Rendus Acad. Sci. Fr. 76, 1873, S. 1212–1214
- Hélioscope. In: Comptes Rendus Acad. Sci. Fr. 79, 1874, S. 33–35
- Sur l'achromatisme chimique. In: Comptes Rendus Acad. Sci. Fr. 79, 1874, S. 107–111
- De la constitution des comètes. In: Comptes Rendus Acad. Sci. Fr. 93, 1881, S. 262–263

mit E. Hartnack:
- Prisme polarisateur. In: Ann. Chim. 7, 1866, S. 181–189
- Polarisationsprisma. In: Ann. Phys., 203, 1866, S. 494–496.